# Proton Savvy
O Savvy é um hatch compacto da Proton.